# Montmajor (Montagut i Oix)
El Montmajor és una muntanya de 1.074 metres que es troba al municipi de Montagut i Oix, a la comarca catalana de la Garrotxa.
Aquest cim esta inclòs al llistat dels 100 cims de la FEEC.